# Louis Béchameil de Nointel
Louis Béchameil, marquis de Nointel, né à Rouen en 1630 et mort à Paris en 1703, est un financier français.

## Famille
Louis est le fils de Jean Béchameil, libraire à Rouen, et de Marie Pineau. Il épouse Marie Colbert en 1648, fille de Nicolas Colbert (1595-1649), marchand bourgeois de Reims, et de Marie Le Mercier. Elle était la cousine du ministre Jean-Baptiste Colbert.

## Biographie
Fermier général fort riche, il était surintendant de la maison du duc d’Orléans, avant de faire l’acquisition de la charge de maître d’hôtel de Louis XIV.
Il est chargé de l'intendance de Bretagne à partir de 1692 jusqu'à sa mort. Il est connu pour la révision des titres nobiliaires, dans le cadre d'une commission ayant pour but de dénoncer la fausse noblesse, pour la gestion des communautés et pour la création de nouveaux impôts dont la capitation de 1695. Il met en place des subdélégués et renforce la surveillance des côtes face à la montée de la menace anglaise et hollandaise.

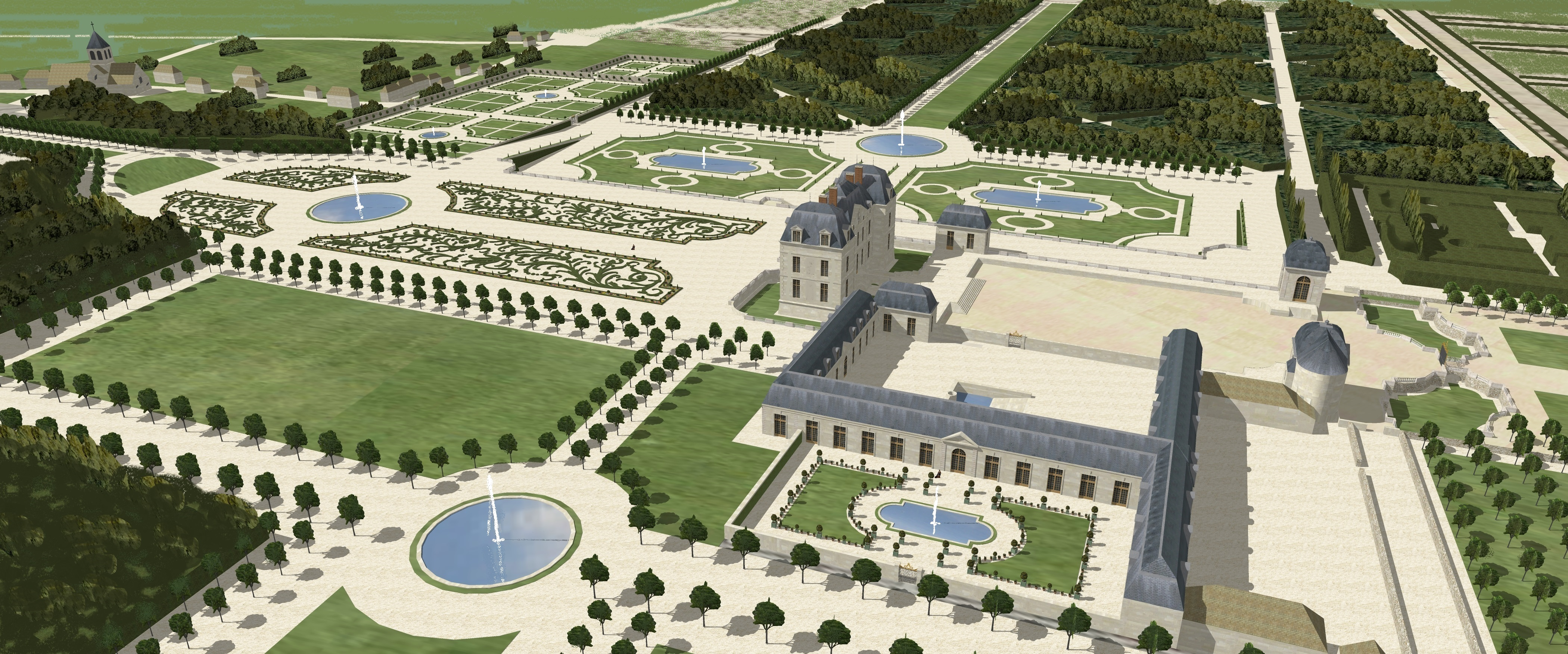
Restitution 3D en vue cavalière depuis le sud du château de Nointel (Oise), fin XVIIe siècle

Il est surtout connu comme gourmet et amateur d’art éclairé. Saint-Simon indique que : « Son goût étoit exquis en tableaux, en pierreries, en meubles, en bâtiments, en jardins, et c’est luy qui a fait tout ce qu’il y a de plus beau à Saint-Cloud. Le Roy, qui le traitoit bien, le consultoit souvent sur ses bâtiments et sur ses jardins, et le menoit quelquefois à Marly … Béchameil fit de prodigieuses dépenses à faire des beautés en cette terre (Nointel) en Beauvoisis. »
La sauce béchamel qui porte aujourd’hui son nom fut, en fait, le résultat du perfectionnement d’une sauce plus ancienne à base de crème inventée par François Pierre de La Varenne, cuisinier du marquis d’Uxelles, qui la lui dédia, comme le faisaient souvent les cuisiniers pour la noblesse de l’époque.
Le marquis de Béchameil a élaboré pour la première fois la sauce qui portera son nom, dans les cuisines du château de Nointel, dans l’Oise, alors marquisat de Nointel. Ce château, bien longtemps après son incendie de la Révolution a été reconstruit au début du XXe siècle, de 1904 à 1912. Il est actuellement la propriété de l'artiste chanteur compositeur Renaud Siry.
Décédé à Paris le 4 mai 1703, il est inhumé dans l'église paroissiale de Nointel le 9 mai 1703 devant l'autel de la chapelle de la Vierge.

## Écrits
- La Bretagne de Louis XIV. Mémoires de Colbert de Croissy (1665) et de Béchameil de Nointel (1698), Philippe Jarnoux, Pierrick Pourchasse et Gauthier Aubert (textes prés. et annot. par), Presses universitaires de Rennes, 2016, [présentation en ligne]  (ISBN 978-2-7535-5119-0)